# Borophaga clandestina
Borophaga clandestina är en tvåvingeart som beskrevs av Nakayama och Hiroshi Shima 2005. Borophaga clandestina ingår i släktet Borophaga och familjen puckelflugor. Inga underarter finns listade i Catalogue of Life.